# Pardoglossum watieri
Pardoglossum watieri är en strävbladig växtart som först beskrevs av Jules Aimé Battandier och Maire, och fick sitt nu gällande namn av Barbier och Mathez. Pardoglossum watieri ingår i släktet Pardoglossum och familjen strävbladiga växter. Inga underarter finns listade i Catalogue of Life.